# Serenje
Serenje è un ward dello Zambia, parte della Provincia Centrale e capoluogo del distretto omonimo.